# گلوزرداب
گلوزرداب یک منطقهٔ مسکونی در ایران است که در بخش مرکزی شهرستان شهربابک واقع شده‌است. گلوزرداب ۱۸۵ نفر جمعیت دارد.